# Мартін Гербер
Мартін Гербер (нім. Martin Gerber, нар. 3 вересня 1974, Бургдорф, Швейцарія) — швейцарський хокеїст, що грав на позиції воротаря. Грав за збірну команду Швейцарії.
Володар Кубка Стенлі.

## Ігрова кар'єра
Хокейну кар'єру розпочав 1994 року виступами за «Лангнау Тайгерс». У клубі відіграв сім сезонів та пройшов шлях від другого швейцарського дивізіону до першого.
У сезоні 2001–02 Мартін захищав кольори шведської команди «Фер'єстад».
2001 року був обраний на драфті НХЛ під 232-м загальним номером командою «Майті Дакс оф Анагайм». 
У 2002 дебютує в складі «могучих качок», де стає дублером Жан-Себастьяна Жигера. Тогоріч «Майті Дакс» у фіналі Кубка Стенлі поступились «Нью-Джерсі Девілс». Сезон 2003–04 швейцарець також відіграв, як дублер.
18 червня 2004 Гербера обміняла на гравця «Кароліна Гаррікейнс» та вибір у драфті НХЛ 2004. Під час локауту НХЛ у сезоні 2004–05 Мартін виступав у Європі за клуби «Лангнау Тайгерс» та «Фер'єстад».
У сезон 2005–06 Гербер увійшов, як перший номер «ураганів». У серії плей-оф частіше ворота захищав його дублер канадець Кем Ворд. У фіналі «Гаррікейнс» перемогли «Едмонтон Ойлерз». Мартін став другим швейцарцем, який здобув Кубок Стенлі першим був також воротар Давид Ебішер, який став володарем кубку в 2001 у складі «Колорадо Аваланч».
1 липня 2006 Гербер, як вільний агент уклав контракт з клубом «Оттава Сенаторс». У сезоні 2006–07 «сенатори» вийшли в фінал Кубка Стенлі, де поступились колишньому клубові швейцарця «Анагайм Дакс». Цей фінал став третім для Мартіна за останні п'ять років. Початок сезону 2007–08 Гербер провів, який перший номер але згодом Рей Емері повернув собі місце в основі. У сезоні 2008–09 був дублером Алекса Олда, а 22 січня 2009 його взагалі відправили до фарм-клубу «Бінгхемптон Сенаторс».
4 березня 2009 Мартіна обміняли на голкіпера «Торонто Мейпл-Ліфс» Веса Тоскала.
У міжсезоння Гербер підписав контракт з російським клубом «Атлант» (Митищі). 13 грудня 2009 під час гри воротар отримав забій хребта та вибув на кілька тижнів.
6 серпня 2010 Гербер уклав однорічний контракт з «Едмонтон Ойлерс». 18 листопада його викликали з «Оклахома Сіті Беронс» для заміни травмованого Миколи Хабібуліна. 25 листопада Мартін відіграв першу гру за «нафтовиків» та записав перемогу 3–2 над «Колорадо Аваланч».
12 липня 2011 Гербер підписав річний контракт з шведським клубом «Векше Лейкерс», наступний сезон він відіграв за іншу шведську команду «Регле». Завершив свою кар'єру виступами за швейцарський «Клотен Флаєрс».
Загалом провів 241 матч у НХЛ, включаючи 12 ігор плей-оф Кубка Стенлі.
Виступав за збірну Швейцарії, на головних турнірах світового хокею провів 52 гри в її складі.

## Нагороди та досягнення
- Чемпіон Швеції в складі «Фер'єстад» — 2002.
- Володар Кубка Стенлі в складі «Кароліна Гаррікейнс» — 2006.
- Срібний призер чемпіонату світу — 2013.

## Статистика

### Клубні виступи
| Сезон        | Клуб                    | Ліга         | Регулярний сезон | Регулярний сезон | Регулярний сезон | Регулярний сезон | Регулярний сезон | Регулярний сезон | Регулярний сезон | Регулярний сезон | Регулярний сезон | Регулярний сезон | Плей-оф | Плей-оф | Плей-оф | Плей-оф | Плей-оф | Плей-оф | Плей-оф | Плей-оф |
| Сезон        | Клуб                    | Ліга         | І                | В                | П                | Н                | ПОТ              | Хв               | ПГ               | ІБГ              | ПГГ              | %ВК              | І       | В       | П       | Хв      | ПГ      | ІБГ     | ПГA     | %ВК     |
| ------------ | ----------------------- | ------------ | ---------------- | ---------------- | ---------------- | ---------------- | ---------------- | ---------------- | ---------------- | ---------------- | ---------------- | ---------------- | ------- | ------- | ------- | ------- | ------- | ------- | ------- | ------- |
| 1992–93      | СК «Сігнау»             | ШВЕЙЦ-5      | —                | —                | —                | —                | —                | —                | —                | —                | —                | —                | —       | —       | —       | —       | —       | —       | —       | —       |
| 1993–94      | СК «Тун»                | ШВЕЙЦ-4      | —                | —                | —                | —                | —                | —                | —                | —                | —                | —                | —       | —       | —       | —       | —       | —       | —       | —       |
| 1994–95      | «Лангнау Тайгерс»       | НЛБ          | 5                | —                | —                | —                | —                | 222              | 18               | 0                | 4.86             | —                | 1       | —       | —       | —       | —       | —       | 4.50    | —       |
| 1995–96      | «Лангнау Тайгерс»       | ШВЕЙЦ-U20    | —                | —                | —                | —                | —                | —                | —                | —                | —                | —                | —       | —       | —       | —       | —       | —       | —       | —       |
| 1996–97      | «Лангнау Тайгерс»       | НЛБ          | 38               | —                | —                | —                | —                | 2286             | 121              | 0                | 3.18             | —                | 8       | —       | —       | 488     | 29      | 0       | 3.56    | —       |
| 1997–98      | «Лангнау Тайгерс»       | НЛБ          | 40               | —                | —                | —                | —                | 2430             | 141              | —                | 3.48             | —                | 16      | —       | —       | 961     | 42      | 0       | 2.62    | —       |
| 1998–99      | «Лангнау Тайгерс»       | НЛА          | 42               | —                | —                | —                | —                | 2522             | 203              | —                | 4.83             | —                | —       | —       | —       | —       | —       | —       | —       | —       |
| 1999–00      | «Лангнау Тайгерс»       | НЛА          | 44               | —                | —                | —                | —                | 2652             | 161              | —                | 3.64             | —                | —       | —       | —       | —       | —       | —       | —       | —       |
| 2000–01      | «Лангнау Тайгерс»       | НЛА          | 44               | —                | —                | —                | —                | 2671             | 114              | 3                | 2.56             | .927             | —       | —       | —       | —       | —       | —       | —       | —       |
| 2001–02      | «Фер'єстад»             | Елітсерія    | 44               | —                | —                | —                | —                | 2664             | 87               | 4                | 1.96             | .922             | 10      | —       | —       | 657     | 18      | 2       | 1.64    | .941    |
| 2002–03      | «Цинциннаті Майті Дакс» | АХЛ          | 1                | 1                | 0                | 0                | —                | 60               | 2                | 0                | 2.00             | .951             | —       | —       | —       | —       | —       | —       | —       | —       |
| 2002–03      | «Майті Дакс оф Анагайм» | НХЛ          | 22               | 6                | 11               | 3                | —                | 1203             | 39               | 1                | 1.94             | .929             | 2       | 0       | 0       | 20      | 1       | 0       | 3.00    | .833    |
| 2003–04      | «Майті Дакс оф Анагайм» | НХЛ          | 32               | 11               | 12               | 4                | —                | 1698             | 64               | 2                | 2.26             | .918             | —       | —       | —       | —       | —       | —       | —       | —       |
| 2004–05      | «Лангнау Тайгерс»       | НЛА          | 20               | 6                | 10               | 4                | —                | 1217             | 57               | 0                | 2.81             | —                | —       | —       | —       | —       | —       | —       | —       | —       |
| 2004–05      | «Фер'єстад»             | Елітсерія    | 30               | 20               | 6                | 4                | —                | 1827             | 58               | 4                | 1.90             | .929             | 15      | 9       | 6       | 900     | 36      | 1       | 2.40    | .925    |
| 2005–06      | «Кароліна Гаррікейнс»   | НХЛ          | 60               | 38               | 14               | —                | 6                | 3492             | 162              | 3                | 2.78             | .906             | 6       | 1       | 1       | 221     | 13      | 1       | 3.53    | .856    |
| 2006–07      | «Оттава Сенаторс»       | НХЛ          | 29               | 15               | 9                | —                | 3                | 1969             | 74               | 1                | 2.78             | .906             | —       | —       | —       | —       | —       | —       | —       | —       |
| 2007–08      | «Оттава Сенаторс»       | НХЛ          | 57               | 30               | 18               | —                | 4                | 3197             | 145              | 2                | 2.72             | .910             | 4       | 0       | 4       | 238     | 14      | 0       | 3.53    | .912    |
| 2008–09      | «Оттава Сенаторс»       | НХЛ          | 14               | 4                | 9                | —                | 1                | 839              | 40               | 1                | 2.86             | .899             | —       | —       | —       | —       | —       | —       | —       | —       |
| 2008–09      | «Бінгхемптон Сенаторс»  | АХЛ          | 14               | 6                | 7                | —                | 0                | 783              | 38               | 1                | 3.03             | .902             | —       | —       | —       | —       | —       | —       | —       | —       |
| 2008–09      | «Торонто Мейпл-Ліфс»    | НХЛ          | 12               | 6                | 5                | —                | 0                | 706              | 38               | 0                | 3.23             | .905             | —       | —       | —       | —       | —       | —       | —       | —       |
| 2009–10      | «Атлант» (Митищі)       | КХЛ          | 30               | 15               | 6                | —                | 6                | 1751             | 64               | 2                | 2.19             | .914             | —       | —       | —       | —       | —       | —       | —       | —       |
| 2010–11      | «Оклахома Сіті Беронс»  | АХЛ          | 42               | 20               | 16               | —                | 4                | 2472             | 107              | 4                | 2.60             | .911             | 6       | 2       | 3       | 335     | 10      | 1       | 1.79    | .931    |
| 2010–11      | «Едмонтон Ойлерс»       | НХЛ          | 3                | 3                | 0                | —                | 0                | 185              | 4                | 0                | 1.30             | .958             | —       | —       | —       | —       | —       | —       | —       | —       |
| 2011–12      | «Векше Лейкерс»         | Елітсерія    | 42               | —                | —                | —                | —                | 2417             | 88               | 4                | 2.18             | .928             | —       | —       | —       | —       | —       | —       | —       | —       |
| 2012–13      | «Регле»                 | Елітсерія    | 43               | 11               | 31               | —                | 0                | 2457             | 116              | 1                | 2.83             | .916             | —       | —       | —       | —       | —       | —       | —       | —       |
| 2013–14      | «Клотен Флаєрс»         | НЛА          | 34               | 17               | 14               | —                | 0                | 2085             | 76               | 3                | 2.19             | .927             | 15      | 6       | 8       | 885     | 33      | 1       | 2.24    | .934    |
| 2014–15      | «Клотен Флаєрс»         | НЛА          | 33               | 14               | 12               | —                | 1                | 1888             | 79               | 2                | 2.51             | .915             | —       | —       | —       | —       | —       | —       | —       | —       |
| 2015–16      | «Клотен Флаєрс»         | НЛА          | 47               | 19               | 23               | —                | 2                | 2790             | 137              | 0                | 2.95             | .902             | —       | —       | —       | —       | —       | —       | —       | —       |
| 2016–17      | «Клотен Флаєрс»         | НЛА          | 30               | 11               | 11               | —                | 5                | 1756             | 95               | 0                | 3.24             | .910             | —       | —       | —       | —       | —       | —       | —       | —       |
| Усього в НЛА | Усього в НЛА            | Усього в НЛА | 294              | —                | —                | —                | —                | 17,581           | 922              | —                | 3.15             | —                | 15      | 6       | 8       | 885     | 33      | 1       | 2.24    | .934    |
| Усього в НХЛ | Усього в НХЛ            | Усього в НХЛ | 229              | 113              | 78               | 7                | 14               | 12,915           | 566              | 10               | 2.63             | .911             | 12      | 1       | 5       | 479     | 28      | 1       | 3.50    | .890    |

### Збірна
| Рік                | Команда            | Турнір             | Місце              | І  | В  | П  | Н | Хв   | ПГ  | ІБГ | ПГГ  | %ВК  |
| ------------------ | ------------------ | ------------------ | ------------------ | -- | -- | -- | - | ---- | --- | --- | ---- | ---- |
| 2000               | Швейцарія          | ЧС                 | 6-е                | 2  | 1  | 1  | 0 | 120  | 7   | 0   | 3.50 | .873 |
| 2001               | Швейцарія          | ЧС                 | 9-е                | 6  | 2  | 4  | 0 | 358  | 16  | 0   | 2.68 | .919 |
| 2002               | Швейцарія          | ОІ                 | 11-е               | 3  | 1  | 1  | 0 | 158  | 4   | 0   | 1.52 | .958 |
| 2002               | Швейцарія          | ЧС                 | 10-е               | 4  | 1  | 3  | 0 | 240  | 12  | 0   | 3.00 | .894 |
| 2004               | Швейцарія          | ЧС                 | 8-е                | 6  | 2  | 2  | 2 | 358  | 11  | 2   | 1.84 | .932 |
| 2005               | Швейцарія          | КвалЗОІ            | Q                  | 3  | 3  | 0  | 0 | 180  | 4   | 0   | 1.33 | .923 |
| 2005               | Швейцарія          | ЧС                 | 8-е                | 6  | 3  | 3  | 0 | 359  | 10  | 1   | 1.67 | .946 |
| 2006               | Швейцарія          | ОІ                 | 6-е                | 3  | 1  | 2  | 0 | 160  | 11  | 1   | 4.13 | .890 |
| 2008               | Швейцарія          | ЧС                 | 7-е                | 5  | 3  | 2  | — | 267  | 14  | 0   | 3.15 | .879 |
| 2009               | Швейцарія          | ЧС                 | 9-е                | 6  | 3  | 3  | — | 364  | 14  | 1   | 2.31 | .902 |
| 2010               | Швейцарія          | ЧС                 | 5-е                | 5  | 3  | 2  | — | 298  | 7   | 1   | 1.41 | .936 |
| 2013               | Швейцарія          | ЧС                 | 2                  | 6  | 4  | 2  | — | 365  | 11  | 0   | 1.81 | .923 |
| Національна збірна | Національна збірна | Національна збірна | Національна збірна | 52 | 24 | 25 | 2 | 3047 | 117 | 6   | 2.30 | .916 |